# Brachys nevermanni
Brachys nevermanni es una especie de escarabajo barrenador metálico del género Brachys, categorizada en la tribu Trachyini, de la subfamilia Agrilinae.

## Taxonomía
Fue descrita científicamente por Fisher en 1929.
Tratamiento taxonómico
La especie aparece registrada y publicada en New species of buprestid beetles from Costa Rica. Proceedings of the United States National Museum (Number 2803) 76(6):1-20. (1929).